# Складан Софія Ільківна
Софія Ільківна Склада́н (11 червня 1922, с. Куклинці, нині передмістя м. Зборова Тернопільської області — 22 вересня 1945 хутір Ліщина поблизу містечка Залізці) — учасниця українського визвольного руху, діячка ОУН, стрілець УПА, членкиня ОУН, санітарка Самооборонного Кущевого Відділу (СКВ).

## Життєпис
Народилася у 1922 році в с. Куклинці поблизу Зборова (нині його передмістя) Тернопільської області, Україна.
Закінчила семикласну українську школу в Зборові, а згодом українську гімназію товариства «Рідна школа» у м. Тернополі. По завершенні педагогічних курсів в Бережанах учителювала в с. Тростянець на Зборівщині. Брала активну участь в товариствах «Просвіта», «Рідна Школа», «Сокіл» «Луг», Союз українок.
Софія Складан була неперевершеним оратором, співачкою і танцюристкою. Під час навчання в українській гімназії організовувала зустрічі з учасниками визвольних змагань, виступи з рефератами про класиків української літератури Шевченка, Франка, Лесю Українку та події Листопадового зриву.
В Союзі українок організувала жіночі курси куховарства, вишивки, трикотарства. Брала активну участь у драматичному гуртку, співала в хорі Просвіти. Ініціювала походи молоді Зборова та околиць на Лисоню, Маківку, до Підлисся на Білу Гору (батьківщина Маркіяна Шашкевича), на прощі до Краснопущі, Зарваниці, Ратищ, Почаєва.

## ОУН-УПА
В ОУН з 1941 перебуває на пості підрайонової, а потім районової активу жінок. Спершу працювала розвідницею, згодом закінчила санітарні курси підпільників і була санітаркою в підрайоні. Мала псевдо «Орися», «Оленка».
У Тростянці очолює зв'язковий пункт між підпіллям Волині і Галичини, знайомиться і працює з Г.Дидик — референткою Головного проводу ОУН, зв'язковою і довіреною особою Головнокомандувача УПА Романа Шухевича. У середині липня 1944 провід доручив С. Складан референтуру зв'язку між Карпатами та Волинню «КВ». Крім того вона провадила курси санітарок, оскільки перед тим пройшла вишкіл і стала санітаркою при місцевому кущі провідника «Ігоря» (Заложеччина). Ходила на зв'язок у Волинь, Рогатинщину, в Козівський та Бережанський райони звідки приносила цінну розвідувальну інформацію. Налагоджувала зв'язок між проводом і працювала санітаркою в УЧХ.
1945 року повстанцем на псевдо "Явір" допроваджена до с.Нишківці (нині Загір'я), де таємно перебувала впродовж кількох місяців.  
Була видана повстанцем-зрадником А. Голубовичем (псевдо «Долоня») завербованим НКВД. Восени 1945, повертаючись від хворого повстанця на хуторі Серетеччина, була схоплена НКВД. Закатована на хуторі Ліщина. Згодом похована в с. Загір'я. Краєзнавець Д. Чернихівський присвятив їй пісню «У Зборові коло неньки» (1996).